# Старший викладач
Старший викладач — викладацька посада у закладах вищої освіти.
У закладах вищої освіти старший викладач — посада, що займає проміжне положення між асистентом і доцентом. Старші викладачі можуть самостійно читати курси лекцій та приймати заліки та іспити. Як правило, ними стають викладачі (асистенти), що не мають наукового ступеня, але мають достатній досвід, або викладачі-кандидати наук, які не обіймають посаду доцента.